# Juliusruh

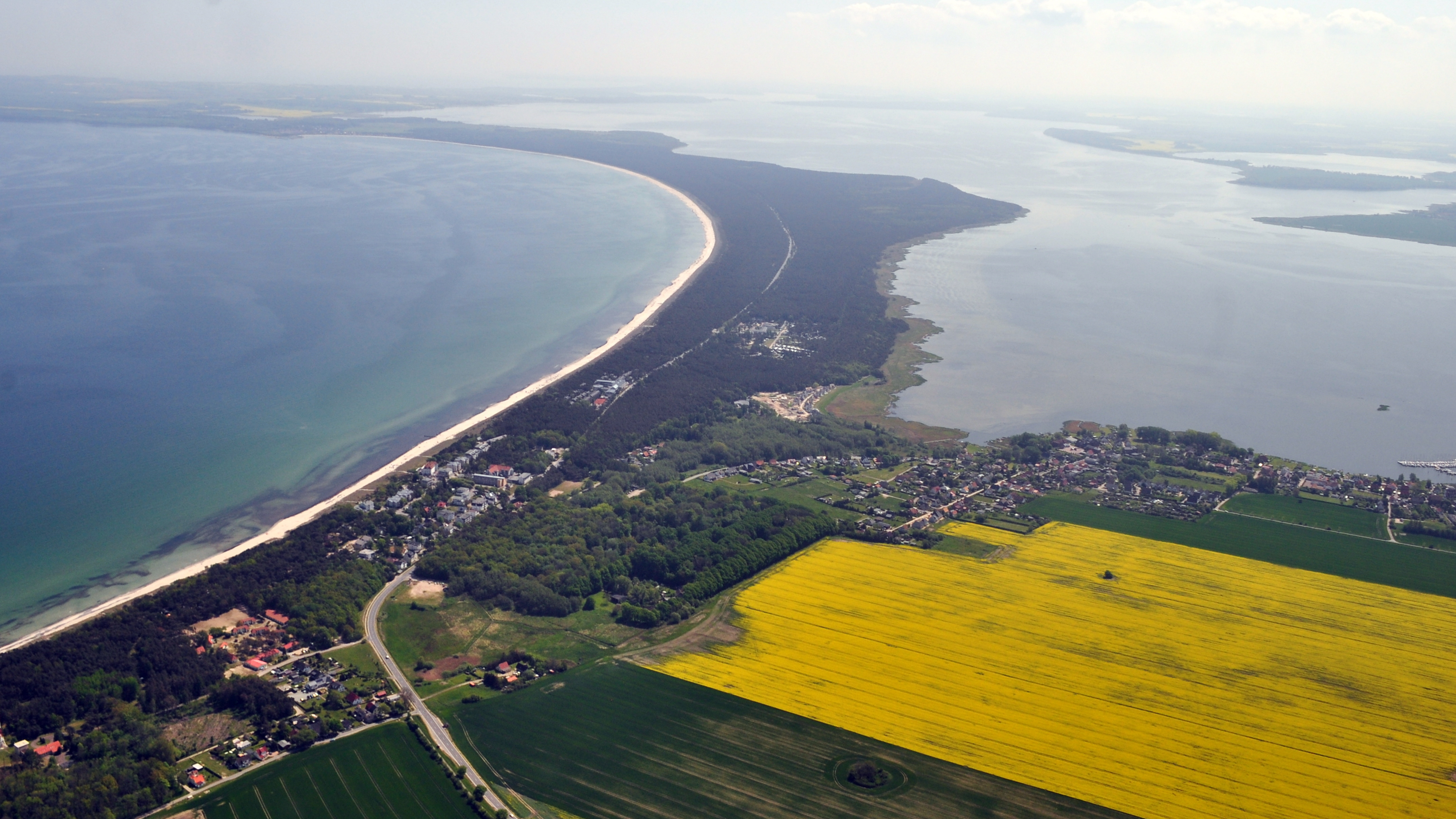
Vy över Juliusruh.

Juliusruh är en ort på den tyska ön Rügens nordkust, belägen i den nordvästra delen av Schaabe som är en landtunga mellan halvöarna Jasmund och Wittow. Juliusruh är en ortsteil i den intilliggande byn Breege.
Juliusruh och Breege har sammanlagt 821 invånare och en yta på 15,99 km².
Orten är uppkallad efter Julius von der Lancken.